# Frederick Winters
Frederick Winters (ur. 29 marca 1879 w Cesarstwie Niemieckim, zm. 26 kwietnia 1915 w Brooklynie) – amerykański sportowiec pochodzenia niemieckiego, srebrny medalista olimpijski.
W 1904 r. podczas letnich igrzysk olimpijskich w Saint Louis zdobył srebrny medal w podnoszeniu ciężarów w wieloboju. Uplasował się tam między Oscarem Osthoffem a Frankiem Kuglerem. Po dziewięciu z dziesięciu rund tej konkurencji Winters prowadził przed Osthoffem, jednak w dziesiątej serii Osthoff uzyskał najlepszy wynik i sięgnął po zwycięstwo. Był to jedyny start olimpijski Wintersa. 
Reprezentował klub New West Side AC.